# Купальський вінок
Купальський вінок — один із обов'язкових атрибутів свята Івана Купала, символ дівочої цноти, долі , щастя.
Віно́к — прикраса, оберіг, плетуть його із квітів, листя. Право носити вінок має неодружена дівчина. В Україні назва вінка змінювалася від етнографічного району: вєнок, чільце, лубок, коробуля, теремок, кодина, фес, корона, цвіток, квітка, косиці.

Дівчата в купальських вінках

За традицією вночі або вранці, як розвидниться, з 6 на 7 липня дівчата для вінка збирали цілющі трави, які мали особливу магічну силу. Із зібраних трав потайки від парубків протягом дня плели вінки. Кількість вінків могла бути різна: один, два, три, але вони мали обов'язково складатися із 12-ти рослин з лікарськими властивостями.

## Трави у складі вінка
М'ята, материнка, полин — захищали від наврочування; материнка — символ материнської любові, мальви —  притягували кохання, деревій — притягував людей з добрими намірами та відганяв лицемірних, неприємних; калина — у купальському вінку для зміцнення здоров'я, родючості; безсмертник — символ здоров'я, довголіття, ромашка — захищає від зґвалтування, червоний мак — квітка літніх та знедолених жінок, квітка спокою, покращення долі. Хміль — допомагає вирішити спірні і складні питання, це квітка розуму, мудрості. Незабудка — дарує стабільність, вірність коханого, супутниця в далеку дорогу. Чорнобривці, любисток — квіти любові, привабливості, вірності. Волошки — дарують ніжність, витонченість. Барвінок — у купальському вінку символізує притягування юнаків до дівчат. У вінки вплітали пижмо звичайне, сокирки, васильки, резеду та інші пахучі трави.
Трави, зібрані в ніч на Івана Купала, мають особливу цілющу силу, яка виліковує багато хвороб. Особливо корисні деревій, звіробій, ромашка. Дівчата збирали зілля для кохання — тирлич-зілля, сон-траву, ромен-зілля, васильки.
З лісових квітів збирали ромен-зілля, буркун-зілля, материнку, чебрець, нечуйвітер, братки, з польових — волошки, мак, сокирки, колоски хлібних зел, з городніх — любисток, м'яту, чорнобривці, ласкавці та кудрявці.

## Ворожіння на вінках
По закінченню святкових забав дівчата бралися до найцікавішого дійства купайлівського обряду — ворожіння на вінках. Дівчата діставали з-за пазухи приготовлені свічки, прикріплювали до вінка, запалювали і пускали по річці власноруч сплетені із 12-ти трав вінки, спостерігали та завбачували свою долю.

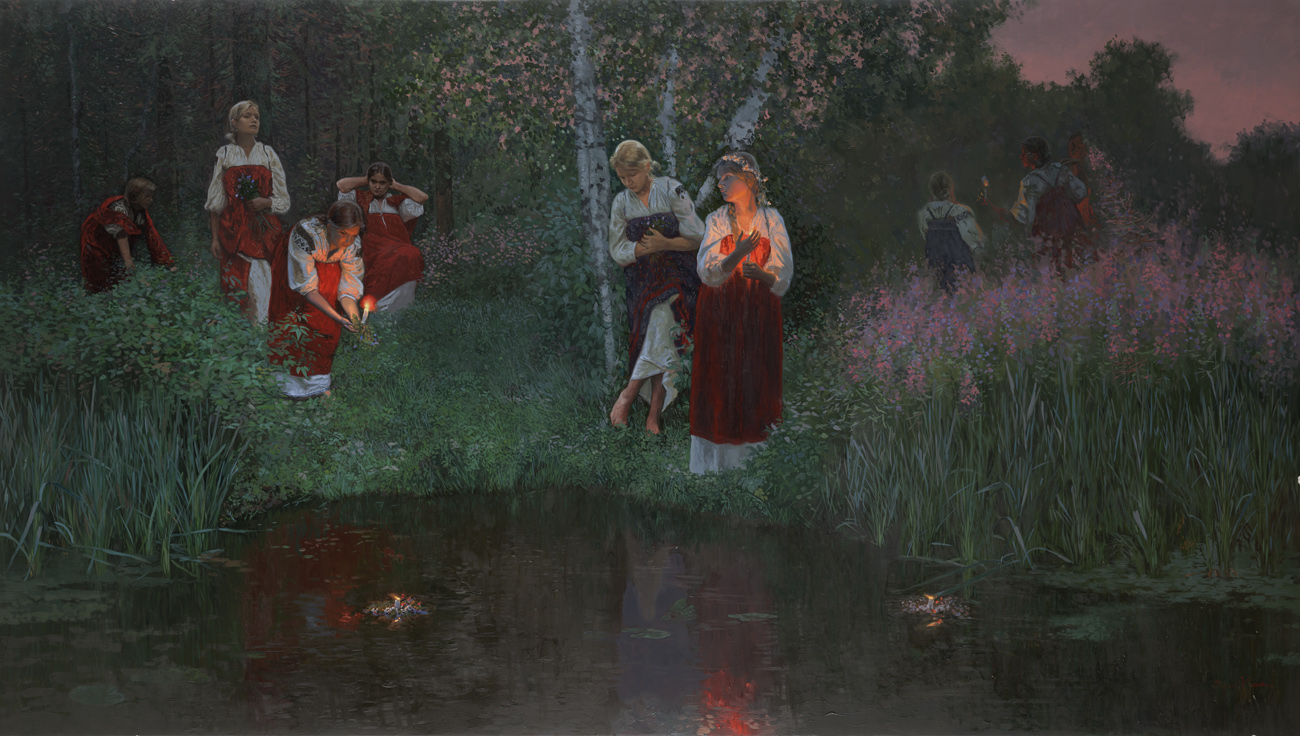
Івана Купала. Гадання на вінках. Кожин, Семен Леонідович

Якщо вінки сходилися або рівно пливли, то це до шлюбу; якщо крутиться на місці або течія несла вінок подалі — доведеться чекати наступного свята Купала; якщо вінок опустився на дно — коханий розлюбить; у кого вінок плаває найдовше — найщасливіша дівчина; якщо вінок відпливе далеко і там зупиниться біля берега — туди і в шлюб піде.
Пускаючи на воду вінки, дівчата на Полтавщині співають:
|  | По садочку ходжу, виноград саджу, Посадивши та й поливаю, Ой поливши та й нащипаю, Нащипавши, віночок зів'ю, Віночок зів'ю, на воду пущу: Хто вінок пійме, той мене візьме. |

Хлопці старалися зловити вінок коханої, впізнавали його за вплетеними стрічками та великими квітами. На Полтавщині пущений на воду вінок переймає наречений дівчини — «переємець», що має одружитися з нею.
Квіти богатки дівчата клали під подушку, якщо рослина розквітне — бути весіллю, а зів'яне — шлюбу чекати наступного року.

## Купальські пісні
Коли плетуть вінки, ворожать, дійства супроводжуються співанням купальських пісень: «Віночок зів'ю, на воду пущу. Хто віночок пійме, то мене візьме».

## Сила купальського вінка
В книзі «Місяцелік» зазначено, що на Закарпатті жінки відносили вінки на могили померлих дітей. У «Традиціях українського народу» відмічено, що серби купальські вінки вішали у хаті або в господарських будівлях для захисту від злої сили, а у болгар вінки допомагають відігнати хвороби. У Галичині вінки, сплетені із чебрецю, після посвяти у церкві зберігали протягом року.